# Bessera elegans
Bessera elegans är en sparrisväxtart som beskrevs av Julius Hermann Schultes. Bessera elegans ingår i släktet Bessera och familjen sparrisväxter. Inga underarter finns listade i Catalogue of Life.